# Asystasia atriplicifolia
Asystasia atriplicifolia là một loài thực vật có hoa trong họ Ô rô. Loài này được Bremek. mô tả khoa học đầu tiên năm 1933.